# Magnolia Lake (Pennsylvania)
Der Magnolia Lake ist ein kleiner, künstlicher See im Bucks County, US-Bundesstaat Pennsylvania. Er befindet sich auf dem Gebiet der Gemeinde Bristol Township.
Das heutige Gewässer war anfangs eine Kiesgrube, die für den Bau des nahen Pennsylvania Turnpike (Interstate 276) benutzt wurde. Anfang der 1950er-Jahre füllte sich diese Vertiefung mit Wasser, ein annähernd rechteckiger See entstand. Er wurde zuerst Langenfelder Lake genannt, nach dem Unternehmen, welches die Autobahn gebaut hatte. Das Bucks County Park Board erwarb schließlich den See und veranstaltete 1964 einen Wettbewerb zur Namensfindung. Aus diesem ging der gegenwärtige Name hervor.
Der Magnolia Lake hat eine Fläche von rund 14 Hektar und ist bis zu 5 Meter tief. Er wird vom Mill Creek durchflossen und ist Teil einer größeren Parkanlage.